# Абака-кан
Абака-кан, Абага, Абакатан, Абагу или Абатар (1234, поседи Толуида — 1281/1282/1284, Хамадан) је био господар Истока, тј. други кан Илканата (1265—1281/1282/1284) из династије Хулагида (огранак династије Бориџигин, односно тзв. Златне породице).
Био је син Хулагу-кана и Јисунџин-катун. О његовом раном детињству се готово ништа не зна, зна се само да се родио и одрастао у Монголији. На историјској сцени се појављује први пут 1256. године када се придружује оцу у походу на Блиски исток. Заједно са оцем, следеће године, сломивши отпор асасина, креће на Багдад, тадашњу престолницу некада моћног Абасидског калифата. 10. фебруара 1258. године, после дугог бомбардовања, Багдад се предаје Монголима, који убијају калифа и врше велики масакр. После Багдада, дошао је на ред и Дамаск, који се, да не би завршио као Багдад, одмах предао. Падом Дамаска Монголи су дошли у додир са крсташима у Светој земљи, од којих им је кнез Боемунд VI од Антиохије помогао у освајању Дамаска. Даља освајања Монгола заустављена су битком код Ајн-ал-Јалута 3. септембра 1260. године, када су монголске снаге тешко поражене од стране египатских Мамелука, који су освојили Дамаск.
Кан Хулагу је на освојеним територијама, од Инда до Средоземног мора, успоставио ново Персијско царство - Илканат. Абаки, свом омиљеном сину, дао је на управу Туркестан, али је Туркестан, као и друге делове Корасана, Илканату отео Барак-кан, кан Бухаре. Корасан је касније враћен.
После очеве смрти Абака је завладао Илканатом. Кан Абака опет покушава да Илканат прошири на југоисток па обнавља сукоб с Египтом. Али, Египат династије Мамелука га је поразио у бици код Елбистана, 15. априла 1277. године и код Хомса, 29. октобра 1281. године. По свој прилици овај други пораз био је тежи, али није донео неке веће територијалне промене.
Египатски султан Бајбарс I, користећи смрт Хулагу-кана, успео је и да освоји низ крсташких утврђења и градова. Ово је изазвало Девети крсташки рат на чијем челу се налазио енглески принц Едвард Дугоноги. Крсташи су се се 1271. године искрцали у Палестини, освојили Назарет и почели са пљачкањем. У пљачки им се придружио и Абакин генерал Самагар са неких 10.000 Монгола. Следеће године принц Едвард је склопио мир са султаном Бајбарсом I и одложивши крах крсташких земаља и због проблема код куће у Енглеској, напустио је Свету земљу.
Султан Бајбарс I је пљачкао и Јерменско краљевство Киликију. У бици познатој као катастрофа на Мари, 1266. године, он је заробио јерменског принца Левона, док је други, принц Торос, погинуо. Киликија је тада непојмљиво опустошена, а међу опустошеним градовима нашли су се и Сис и Лајаса.
Илканат се сукобљава и са Чагатаи канатом и ту је предводник војске Илканата, Абакин син Аргун, извојевао победу у бици на реци Јон у Дамагану.
Кан Абака је био званично шаманиста, али је, због утицаја своје бабе по оцу Соркохтани Беки, своје мајке Јисунџин-катун, маћехе Докуз-катун и супруге Деспине-катун, показао симпатије према хришћанству. Докуз-катун и касније Деспина-катун, биле су духовне вође Монгола Илканата.
Током Абакине владавине Илканат је био пространи канат са мноштвом вазала у коме је трговина цветала. Трговало се са свим деловима Монголског царства, Арабијом, Египтом и Сомалијом. Највећи трговачко средиште каната био је град Ормуз, иначе вазал канатовог вазала.
Године 1274., Велики кан Кублај-кан, Абакин стриц, поставља га да води инвазију на Јапанска острва. Заједно са војсковођом Кинезом, Ванг-сан-чином, кан Абака је прешао воде између Јапана и Кореје и освојио неколико острва, једну тврђаву и потукао славне самурајске ратнике. Једини разлог због кога нису успели да постигну ништа више од овога је била завист између кана Абаке и Ванг-сан-чина, која је у добрим делу компромитовала све монголске акције на Јапанским острвима. Шта су Монголи, после ових успеха, даље планирали, остала је тајна, јер је још исте вечери, после боја са самурајским ратницима, почео да дува божански ветар (или Камиказе), који је уништио монголску армаду, тада најмоћнију флоту на свету. Од монголских бродова једино су се спасили они на којима су били виши официри, који су били на отвореном мору. Кан Абака и Ванг-сан-чин тако су се вратили натраг. Ова експедиција под вођством Абака-кана и Ванг-сан-чина постала је позната као Бунеј битка или као прва битка у заливу Хаката.
Кад је сазнао да су размирице кана Абаке и Ванг-сан-чина проузроковале неуспех монголске војске у Јапану, Велики кан Кублај-кан се разбеснео и наредио убиство објице вођа. Ванг-сан-чин је убијен на један јако грозан начин у Монголији, а кану Абаки је одрубљена глава 1282. или 1284. године, у Хамадану, у Персији.
Иза себе је оставио два сина Аргуна и Кијакатоа..
Током Абакине владавине кроз Илканат је прошао Марко Поло.

## Порекло
Абака је био син Хулагу-кана  (или Хулегу-кан ) и Јисунџин-катун. Родио се 1234. године на поседима свог деде Толуја, који су укључивали постојбину Монгола , реке Онон и Керлен  и планину Буркан Калдун , тј. северну Кину и источну Монголију . Тим областима је тада владала Абакина баба Соркохтани Беки, која ју је чувала за своје синове .
Његов отац, славни Хулагу-кан је био син Тулија (Тулвија  или Толуја ), а Џингис-канов унук, на равној нози са Батуом, Мангуом и Кублајем, од којих су му ова двојица последњих била браћа . Хулагу је био освајач Багдада , оснивач Илканата у Персији , као и његов први кан и оснивач сопствене династије Хулагида .
Хулагу-кан постао је стварни господар персијског и вавилонског Ирака, укључујући и Хорасан , премда се формално  изјашњавао као верни слуга свог брата Кублај-кана . Касније је водио успешне ратове са својим рођаком Барка-каном , који је око 1259. године одвојио Златну хорду од остатка Монголског царства  и коме је Хулагу отео неке драгоцене пашњаке у Азербејџану .
Хулагу је свим овим освајањима постао главни фактор моћи на истоку .
|  |                                              |  |  |  |  |  |  |  |  |  |  |  |  |  |  |  |
|  | 16. Јесугеј, вођа Монголских племена         |  |  |  |  |  |  |  |  |  |  |  |  |  |  |  |
|  |                                              |  |  |  |  |  |  |  |  |  |  |  |  |  |  |  |
|  |                                              |  |  |  |  |  |  |  |  |  |  |  |  |  |  |  |
|  | 8. Џингис-кан, велики кан Монголске империје |  |  |  |  |  |  |  |  |  |  |  |  |  |  |  |
|  |                                              |  |  |  |  |  |  |  |  |  |  |  |  |  |  |  |
|  |                                              |  |  |  |  |  |  |  |  |  |  |  |  |  |  |  |
|  | 17. Хоелун                                   |  |  |  |  |  |  |  |  |  |  |  |  |  |  |  |
|  |                                              |  |  |  |  |  |  |  |  |  |  |  |  |  |  |  |
|  |                                              |  |  |  |  |  |  |  |  |  |  |  |  |  |  |  |
|  | 4. Толуј, регент Монголске империје          |  |  |  |  |  |  |  |  |  |  |  |  |  |  |  |
|  |                                              |  |  |  |  |  |  |  |  |  |  |  |  |  |  |  |
|  |                                              |  |  |  |  |  |  |  |  |  |  |  |  |  |  |  |
|  | 18. Деи Сеичен                               |  |  |  |  |  |  |  |  |  |  |  |  |  |  |  |
|  |                                              |  |  |  |  |  |  |  |  |  |  |  |  |  |  |  |
|  |                                              |  |  |  |  |  |  |  |  |  |  |  |  |  |  |  |
|  | 9. Борте                                     |  |  |  |  |  |  |  |  |  |  |  |  |  |  |  |
|  |                                              |  |  |  |  |  |  |  |  |  |  |  |  |  |  |  |
|  |                                              |  |  |  |  |  |  |  |  |  |  |  |  |  |  |  |
|  | 19. Такчотан                                 |  |  |  |  |  |  |  |  |  |  |  |  |  |  |  |
|  |                                              |  |  |  |  |  |  |  |  |  |  |  |  |  |  |  |
|  |                                              |  |  |  |  |  |  |  |  |  |  |  |  |  |  |  |
|  | 2. Хулагу-кан, илкан                         |  |  |  |  |  |  |  |  |  |  |  |  |  |  |  |
|  |                                              |  |  |  |  |  |  |  |  |  |  |  |  |  |  |  |
|  |                                              |  |  |  |  |  |  |  |  |  |  |  |  |  |  |  |
|  | 10. Џаха Гамбу                               |  |  |  |  |  |  |  |  |  |  |  |  |  |  |  |
|  |                                              |  |  |  |  |  |  |  |  |  |  |  |  |  |  |  |
|  |                                              |  |  |  |  |  |  |  |  |  |  |  |  |  |  |  |
|  | 5. Соркохтани Беки                           |  |  |  |  |  |  |  |  |  |  |  |  |  |  |  |
|  |                                              |  |  |  |  |  |  |  |  |  |  |  |  |  |  |  |
|  |                                              |  |  |  |  |  |  |  |  |  |  |  |  |  |  |  |
|  | 1. Абака-кан                                 |  |  |  |  |  |  |  |  |  |  |  |  |  |  |  |
|  |                                              |  |  |  |  |  |  |  |  |  |  |  |  |  |  |  |
|  |                                              |  |  |  |  |  |  |  |  |  |  |  |  |  |  |  |
|  | 3. Јисунџин-катун                            |  |  |  |  |  |  |  |  |  |  |  |  |  |  |  |
|  |                                              |  |  |  |  |  |  |  |  |  |  |  |  |  |  |  |
|  |                                              |  |  |  |  |  |  |  |  |  |  |  |  |  |  |  |

## Инвазија на Блиски исток

### Почетак похода
Старији брат и велики кан Мангу-кан (или Монгке-кан) поверио је Хулагуу управљање јужним областима царства и тако га одредио да преузме Десну армију која ће напасти арапске градове Багдад, Дамаск и Каиро. У мају 1253. Хулагу је кренуо да доврши освајања која је започео његов деда, а потврдио старији брат. Припреме су трајале све до зиме, кад је тада највећа и најмоћнија војска на свету кренула према Багдаду. По причањима Марка Пола та војска је бројала око 100.000 коњаника, не рачунајући пешадију.

### Уништење исмаилита
Године 1255. Хулагу је прешао реку Окс , али да би дошао до Багдада требало је поново успоставити монголску власт над неколико побуњених области успут. Најтеже је било освојити упориште исмаилита, јеретичке муслиманске секте шиита, на западу познате под именом асасини . Крајем 1255. монголска војска је стигла под најзначајнију од бројних асасинских тврђава  Аламут, Орлово гнездо , у области Дамаган, у северној Персији .
Године 1256. Абака је из Монголије дошао у Персију да се придружи оцу у рату. Убрзо се показало се да су асасински замкови тако добро припремљени за одбрану, па је Хулагу почео да одмерава тешкоће освајања чврсто утврђених замкова једног за другим, па је смислио једноставнији и директнији начин. Имајући у виду светачки маску асасинског вође  Рукнедина бен Аладина, познатог као Имам, Велики Мајстор или Старац с планине , Хулагу је смислио да га зароби помоћу војне надмоћи и обећања милости ако се преда. Монголи су бомбардовали утврђење исмаилита, а њихови ратници су доказали да умеју да савладају стрме литице и изненаде браниоце утврђења. Наизменична примена силе, ватрене моћи, обећавања милости, успела је; на прву годишњицу свог доласка на власт, 19. новембра 1256. године , Имам се предао , због недостатка намирница у Аламуту и био је заробљен .
Чим је заробио Имама, спроводио га је од једног до другог исмаилитског замка да нареди својим присталицама да се предају . До краја године већина замкова су били заузети , а до пролећа следеће године сви асасини су покорени , а Имам је убијен .

### Пад Багдада

#### Хулагу шаље гласнике у Багдад
Уништењем асасина Хулагу и Абака отворили су пут својој огромној војсци према Багдаду , највећем и најбогатијем граду муслиманског света . У складу са устаљеном монголском дипломатском праксом, пре него што је покренуо напад на град, Хулагу је послао гласнике са мноштвом жалби . Калифа Ал Мустасима  (или Мустансира Билаха) је оптужио што није послао војску да помогне при сламању отпора асасина , иако се заклео на верност још Хулагуовом деди Џингис-кану. Уколико се сместа не искупи за своја недела тиме што ће се ставити под монголску власт - запретио је Хулагу - освојиће му град и заробити га. На то је калиф пркосно објавио да ће се цео исламски свет дићи у одбрану калифове независности и да неће дозволити да неверници заузму Багдад, арапску престоницу. Клео се да ће и муслимани чак из Магреба, мароканске атлантске обале, пожурити да поубијају монголске освајаче, ако они истрају у свом походу. Ни бог ни муслимани, тврдио је, неће дозволити да Багдад падне.

#### Почетак напада на Багдад
У новембру 1257. године, не верујући да калиф има моћ да говори у име целокупног исламског света, Хулагу и Абака су кренули на Багдад. Како би попунио своју војску, Хулагу је позвао и вазалне војске из савезничких земаља, Јерменије и Грузије, као и разна турска племена. Тако се главна војска приближавала граду у широком луку, са севера и истока, а остале војске примицале су му се са севера и запада. Мада су реке Тигар и Еуфрат имале своју историјску улогу природних препрека за освајаче Месопотамије, Монголи су их тако савладали понтонским чамцима. Како су војске напредовале, терале су становништво залеђа да бежи у сигурност утврђеног града . До последње недеље јануара 1258. године, војске су потпуно окружиле град и заузеле велика предграђа изван градских зидина, пунећи центар избеглицама .

#### Поделе у Багдаду
Пре него што је започео напад, Хулагу је потражио начин да искористи политичке, верске и етничке поделе у граду. Мајка и две његове жене, међу којима је била и Абакина мајка, су биле хришћанке, као и много војника, па је одржавао везе са хришћанским заједницама по целом Средњем истоку, а задржао је и добре односе са вазалним хришћанским краљевствима Јерменије и Грузије. Користећи се тим везама, монголски изасланици су тајно одлазили у град и враћали се у логор Монгола. Хулагу је тако добијао вести од кључног значаја, а хришћанима и другим верским мањинама обећао је посебни статус. Као знак нарочите милости, коју ће хришћани уживати под његовом влашћу, Хулагу је хришћанске свештенике ослободио обавезе падања ничице на двору, пошто се они клањају једино Богу. Он је искористио страх багдадских хришћана, мале заједнице у окружењу притајено непријатељски расположених муслимана. Потхрањивао је чежњу хришћана да се ослободе исламске доминације.
И калиф је покушао да искористи тесну везу између хришћана и Монгола. Он је послао Макику Католикоса, патријарха хришћанске цркве, у пратњи једног свог министра, да преговара са Монголима. Понудио је формално признавање њихове власти, огроман данак и пропис по коме би се у џамији молитва сваког петка читала у име Великог Кана. Хулагу се том предлогу наругао. Знао је да му је победа већ осигурана, па није хтео да се ценка око ситница - не, ако је благо најбогатијег града на свету лако могло да му падне у руке.

#### Бомбардовање Багдада
Монголи су опет пословично импровизовали. Највиши објекти у тој околини биле су високе урмине палме које су Арапи гајили вековима. Они су их посекли и стабла претворили у смртоносне пројектиле које у испаљивали на град . Како нису имали довољно дрвене грађе да окруже тако велики град, ипак су га опколили дубоким јарком и насипом . Напад је отпочео страшним бомбардовањем. Арапи су се већ срели са бацачима пламена, али до тада нису упознали ватрену моћ барута.
Том приликом је промењен састав барута тако што му је додато довољно кисеоника да сагори снажном експлозијом, а не споро као у традиционалним кинеским пламеним копљима или ракетама. Тренутно сагоревање више изазива експлозије него пожаре, па су Монголи користили експлозије да испаљују разне пројектиле. Рецимо, направили су цеви, довољно мале да њима рукује један човек и да из њих испаљује стреле и друге металне пројектиле. Овакве експлозије захтевале су чвршћи матетријал од бамбуса; зато су те цеви правили од гвожђа. Мање цеви повезивали су са дрвеним дршкама ради лакше употребе, а веће су постављали на точкове да би их лакше покретали. Из већих цеви су испаљивали металне и керамичке чауре испуњене шрапнелом и барутом који би, при удару, проузроковао секундарне експлозије. При нападу, Монголи су комбиновали све ове начине бомбардовања и постизали су такву снагу да је ефекат био исти као и да су имали праву артиљерију; успевали су сву своју паљбу да усмере на по један де одбране града и да га тако сравне са земљом.

#### Освајање Багдада
Бомбардовање са такве удаљености збунило је и уплашило муслимане и разбеснело немоћне браниоце, које никада раније није напао непријатељ ван домета оружја. Поред барута, муслимани су још усавршили и начине подметања експлозива ради рушења зидова. Све ове војничке иновације добро су се слагале са склоношћу Монгола да се што је могуће дуже уздржавају од убијања и битке прса у прса. Хулагу и Абака су уништили бране и скренули Тигар који је поплавио логор калифове војске. Избеглице су нагрнуле у град, а вода која га је окружила имала је сличан учинак као дрвени зид у опсади руских градова. Монголске снаге пробиле су багдадски зид 5. фебруара 1258. године .
Хулагу се сада радије окренуо ратном лукавству него да силом освоји град, па је, како би противника заварао у бројности својих трупа, једну дивизију поставио на једном прилазу граду, другу на другом, и тако да је обе скривала шума. Потом, ставивши се на чело треће дивизије, одважно се приближио капији града. Калиф је потом ударио на ову војну силу незнатним снагама, и сигуран у значење уобичајеног муслиманског поклича, није помислио на ништа друго него на потпуно уништење непријатеља, због чега је и изашао из града, у пратњи своје страже. Међутим, чим је Хулагу приметио да се калиф примиче, почео је да симулира повлачење, све док га на тај начин није намамио иза шуме где су се налазиле друге дивизије. Затворена са свих страна, калифова војска била је опкољена и разбијена, он заробљен , а град се 10. фебруара  предао освајачу . Како би град припремио за пљачку, Хулагу је становницима Багдада наредио да предају оружје, оставе сву своју имовину и напусте град. Уместо да се повинују наређењу, браниоци су нагрнули у бег. Међутим, Монголи су их сустигли и посекли мачевима.

#### Пљачка Багдада и калифова смрт
Хулагу и Абака су послали своју хришћанску војску да сакупи плен, али се испоставило да су многи становници одбили да послушају наређење о евакуацији и да се још увек крију по кућама. Освајачи су их побили због непослушности. Цркве и имовина хришћана биле су заштићене од пљачке, а Хулагу и Абака су чак једну од калифових палата дали на поклон Католикосу Макики. Багдадски хришћани су се прикључили Монголима у пљачки града и покољу муслимана, јер су сматрали да су коначно спасени. Мржња и бес, гомилани вековима, избили су на површину док су каљали и уништавали џамије и претварали их у цркве. Хришћани су радосно славили по абасидским земљама и изван њих. Пљачка је трајала седамнаест дана. Тада су освајачи, случајно или намерно, запалили град .
Багдад је тако, после овог освајања , био разорен  и опустошен .
Хулагу и Абака дозволили су хришћанима да униште гробнице дрвне династије абасидских калифа, а Хулагу је заробљеног калифа позвао у свој логор, ван града. Према јерменском хроничару, Григорију од Аканца , Хулагу је закључао калифа  на три дана , без хране и воде , затим га је ослободио  и пред њим нагомилао сво његово злато и богатство . Наводно га је натерао да једе злато, а када калиф није могао , очитао му је лекцију о похлепном гомилању богатства уместо да изгради моћну војску за одбрану града . Затим је калифа и његове мушке наследнике на смрт, али у знак поштовања према њиховом високом пореклу дозволио им је да умру као Монголи - без проливања крви . Према разним, али ипак међусобно сличним записима, умотали су их у покриваче и угушили, или су их зашили у вреће и на смрт претукли монголски војници, или су их изгризли њихови коњи . Марко Поло наводи да су калифа затворили у кулу пуну злата, без хране и воде, те је ту окончао живот .
За само две године, монголска војска је постигла оно што крсташи, са запада, и Турци Селџуци, са истока нису успели током 200 година истрајног труда. Покорили су срце арапског света.

### Освајање Сирије
Док су Монголи побеђивали Арапе, крсташи, који су у то време под влашћу држали разне замкове и градиће дуж средоземне обале, опрезно су их држали на оку. Одједном су, када је Багдад пао, видели прилику да се и они прикључе монголским победама. Када су Монголи напустили град и кренули даље на запад, према Дамаску, крсташки витез Бохемонд од Антиохије напао је Дамаск из правца Средоземног мора. Донео је храну и друге залихе да помогне Монголима. И селџучки султан је послао војску из Анадолије да се прикључи монголским освајањима.
Током опседања Дамаска те 1260. године, Хулагу и Абака су извршили прави масакр у северној Сирији. Прва жртва био је Алеп, где је поклано 50.000 људи. Сличну судбину доживела ја и Хама. Латинска Антиохија постала је монголски сателит .
Дамаск се предао и тако избегао судбину коју је доживео Багдад. Монголски ратници су се потом, први пут после 1241. године, нашли на плажама Средоземног мора. Абака и Хулагу су освојили или повратили све земље, дуж неких 5.000 km, и прикључили је милионе Арапа, Турака, Курда и Персијанаца Монголском царству које је још увек расло .
Монголи су тако освојили све муслиманске државе и градове, од реке Инд до Средоземног мора. Освојили су скоро све муслиманске земље у Азији; само су Арабијско полуострво и северна Африка остали нетакнути.

### Крај похода
Иако се чинило да Монголско царство прети да прогута цео исламски свет, Монголи су, у ствари, досегли свој врхунац на западу. Царство се неће ширити даље у том правцу . Монголски хришћански генерал Китбуга, који је заузео и разорио већи део Сирије, пошто су изасланици отпослати египатском султану, бившем мамелучком робу, Кутузу (владао 1259—1260), били погубљени, покренуо је војску на Египат . Њему супротстављена војска, састављена махом од мамелучких робова  - Кумана , Кипшака, Словена из Русије  и још неких степских народа Јужне Русије , које су италијански трговци продали египатском султану, кренула је из Египта и сукобила се са монголским снагама код Ајн-ал-Јалута, Голијатовог извора, близу Галилејског језера  и Назарета  у данашњем Израелу. 3. септембра ујутру , 1260. године . Мамелуци  су тешко  поразили Монголе . Царство је достигло своје границе на западу .
Мамелучку војску је у овој бици водио поред Кутуза, његов генерал Бајбарс. Китбуга је пао у бици и Мамелуци су потом истерали Монголе из Сирије .
Од овог Хулагуовог и Абакиног пораза у повећаном броју ка њима стицали становници из јужне Русије и то је Мемелуке довело у ужу везу са Златном хордом у борби против заједничког непријатеља .

## Гувернер Туркестана
Као омиљени Хулагуов син, Абака је постављен за намесника персијског дела Туркестана тј. земаља под влашћу туркијских племена  или Велике Туркије, како је назива Марко Поло. Ова земља се простирала северозападно од Ормуза, преко реке Окс све до територија Кублај-кана . Туркестан и Корасан је Илканату касније преотео Барак, кан Бухаре , али су те области ускоро повраћене.

## Долазак на престо
Абака је дошао на престо Илканата („вазално царство” ) после смрти свог оца Хулагу-кана 1265. године у престолници Табризу . У то време Илканат се простирао кроз Персију  и Корасан , Халдеју, добар део Сирије  и неколико околних земаља , све од Индије до Средоземља , тј. обухватао је територије Средњег истока  од Авганистана до Турске  - данашње државе Ирак, Авганистан и данашњи Пакистан, а седиште му је било у Ирану . Вазали Илканата били су Мала Јерменија , тј. Јерменско краљевство Киликија, Туркменија , тј. Иконијски султанат (врховну власт Иконијског султаната признавали су бројни емирати у западној Анадолији, међу којима је било племе Каји из кога ће се развити Османско царство), Трапезунтско царство, Краљевство Грузија   , Покрајина Гилан, Краљевство Керман  (врховну власт Кермана признавало је Краљевство Ормуз, а врховну власт Ормуза признавали су многи градови  међу којима је најважнији био Калхат  ) и Краљевство Кезаморкан.

## Абака-кан и хришћанство
Као и други владари из династије Џингис-кана, и Абака је, у питањима вере, био познат као слободоуман или можда незаинтересован. Бројни канови, који нису прихватили ислам, постали су предмет најневероватнијих прича о преобраћењу у хришћанство. Тако се за Џингис-кана на Западу први пут чуло као о хришћанском освајачу; сличне хришћанске легенде испредане су и о другим кановима, међу којима је био и Абакин отац Хулагу , коме су мајка и две жене , међу којима је била и Абакина мајка, биле хришћанке .
И Хулагу и Абака показали су склоности према хришћанству , али су били шаманисти  (или пагани ). Хулагуу је византијски цар Михајло VIII Палеолог, 1265. године, послао за жену своју своју ванбрачну кћерку Марију Деспину Палеологину, али пошто је Хулкагу умро, она се удала за Абаку . Марија је била као нека врста духовног вође код Монгола, где је била позната као Деспина-катун. Била је веома утицајна током мужевљеве владавине. Овим је византијски цар дошао у везу са персијским Монголима, чије му је пријатељство било средство притиска на суседни Иконијски султанат (или Румски султанат) и онемогућили му било какву акцију против Византије .
После Абакине смрти Марија се вратила у Цариград и замонашила у манастиру чија је црква у њену част прозвана Света Марија Монголска .

## Меценатство
За време Абакине владавине персијска култура се поново рађала после векова арапске доминације и поставила темеље данашњег Ирана . Абака је био познат као мецена научника и песника.

## Илканат током његове владавине

### Град Табриз - престолница Илканата
Престолница Абака-кана је била Табриз, велик и отмен град. Становници града су се бавили трговином и производњом тканина, а нарочито разних врста свиле, од којих су неке биле проткане златом и веома скупоцене. Пошто је град био на тако добром положају да трговци из Индије, Багдада, Мосула  и Ормуза , као и из разних делова Европе, долазили тамо како би куповали и продавали многе производе. Драго камење и бисери су на овом месту могли да се набаве у огромним количинама .
Трговци су стицали велико богатство, али становништво је било претежно сиромашно. Ту су се мешали различити народи и секте, несторијанци, Јермени, јакобити, Грузини, зороастријанци и муслимани, који су представљали већину становништва. Свака заједница имала је сопствени језик. Град је био окружен најбољим вртовима, који су давали најбоље плодове 
Близу града се налазила Кућа исцељења - болница, истраживачки центар и центар за обуку са уједињеним знањем истока и запада . Поред Куће исцељења близу града налазила се и опсерваторија, која је пратила кретање планета и звезда, како из верских, тако из практичних разлога .

### Провинција Велика Јерменија
Велика Јерменија је била огромна провинција , која се простирала од Кападокије и Киликије на западу, па преко западне стране Еуфрата, па све до јужно од Табриза .
На самом западу провинције , на ободу Румије , налазио се град Арзенган , или по арапском Арзенјан . У том граду постојала је производња фине тканине која се звала bambagio, као и многих других занимљивих тканина. Ту су се и налазила најљупкија и најбоља купатила са термалним изворима, којих има на сваком ћошку. Становници су највећим делом били рођени Јермени. У овој провинцији имало је много градова, али Арзенган је био главни, и ту се налазило седиште архиепископа; потом следе градови Аргиром  (данас: Ерзурум ) и Дарзиз  (данас: Арџис ). Провинција је као веома пространа, представља постају једног дела Абакине војске, због тога што је ту налазила добру испашу за своју стоку; али, с приближавањем зиме, принуђена је да мења положаје, јер снег који напада умео да буде тако дубок да коњи немају од чега да преживе, и стога, ради топлине и у потрази за сточном храном, одлазе на југ. У замку Бајбурт  , северно од Ерзурума у планинама , између Трапезунта и Тауриде, налазио се богат рудник сребра.
У средишњем делу Велике Јерменије  налазио се Арарат  , несвакидашња велика и висока планина. Надомак врха планине снежни покривач се никад не отапа него се повећава сваким следећим снегом. Међутим, у нижим пределима, надомак равнице, услед топљења снега земља постаје плоднија, а вегетација буја у таквом обиљу да стока, која се из околних земаља окупља ту преко лета, никад не наилази на оскудицу у храни .
На југозападним границама Јерменије налазили су се Мосул, Маредин, као и многи други градови  . На северу је лежало краљевство Грузија  , надомак чијих се граница , у Бакуу, на ободу Каспијског мора , налазио извор нафте, који је давао толику количину да се њиме могао натоварити караван камила. Он се користио као балсам за лечење кожних болести код људи и стоке, као и за друга обољења; такође се употребљавао и као гориво. У околним земљама, за светиљке се није користило ништа друго, а људи су долазили из удаљених крајева како би га набавили .

### Провинција Мосул
Провинција Мосул је обухватала област око града Мосула. Мосул је град на реци Тигар . Био је настањен различитим људима: муслиманима, несторијанцима, јакобитима и Јерменима. Они су имали патријарха, који је рукоположавао архиепископе, епископе и опате и слао их у све делове Индије, у Каиро , у Багдад  , или у Кину.
У Мосулу се производила свила и тканине познате као муслине. Велики трговци из овог града, познати као мосулини, у великим количинама испоручују зачине и храну из једне земље у другу.
У планинским деловима ове провинције живели су Курди, од којих су неки били хришћани из секте несторијанаца и јакобита, а остали су муслимани и бавили су се пљачкањем трговаца. Надомак Мосула налазе се градови Муш и Маредин  , где се у огромним количинама производио памук од ког се правила тканина позната као boccasini, али и многе друге. Становници су били занатлије и трговци .

### Град Багдад и трговина Тигром и Еуфратом
Багдад је био један од највећих градова Илканата. Кроз срце града тече велика река Тигар, којом су трговци превозили своју робу до Индијског океана и од Индијског океана; чија удаљеност износи 7 дана пловидбе, услед вијугања реке . Трговци су, пошто се превезу реком, пристајали на малом острву Кис (ики Кс)   на источној обали персијског залива, на које је пресељена позната лука Сираф, као последица сталних ратова у овој области . Одавде су настављали према мору . Пре него што пристану у ову луку, трговци су пролазили кроз Басру  , у чијој околини је расло палмино дрвеће које је давало најбоље урме . Град је био изузетног трговачког значаја и важна лука на пловном путу од Багдада до Персијског залива .
У Багдаду се производила свила проткана златом, такође се производио и дамаст, као и баршун украшен фигурама птица и животиња. Готово све драго камење које је из Индије стизало у Европу, на овом месту пролазило је кроз поступак бушења. Ту се проучавао Мухамедов закон, уосталом као и магија, астрономија, геометрија и физиогномија. То је био најотменији и најпространији град у овом делу света .

### Провинција Персија
У то време Персија се и даље увелико опорављала од татарског разарања.
На три дана удаљености од града Сабе, града у којем су сахрањена три мудраца, у то време се налазио замак Кала Атарперсистан, што значи замак обожаваоца ватре, и тачно је да су се становници тог замка клањали ватри .
Персија је била огромна провинција и чиниле су је градови и области :
- Казвин [75] [76], први велики и важни град у Персији, ако се прилази од Табриза [76];
- Куристан [75] [76], област јужно од Казвина на улазу у Персијски залив [76];
- Лор [75] (или Лур [76]), северно од Куристана, а јужно од Казвина;
- Систан [75] [76], област према северу [75] и истоку [76];
- Исфахан [75] [76], у јужном делу персијског Ирака [76];
- Шираз [75] [76], један од краљевских градова [76];
- Коркан [75] [32], на југоисточном ободу Каспијског мора [32];
- Дамаган [75] [32], на самом рубу Персије.

Сва ова места лежала су према југу, осим Дамагана, и оно се простирало на север, у близини места које се звало Arbor Secco.
Персија је била позната по изврсној раси коња, од којих су се многи одводили у Индију ради продаје, и тамо постизали високе цене, опште узевши, не мање од 200 ливри туркијских . Провинција је такође давала најкрупнију и најлепшу расу магараца у том делу света, који су се - на лицу места - продавали по ценама које надмашују оне за коње, због тога што их је лакше хранити, зато што могу да носе већи товар и да за дан преваљују више него коњи или мазге, које не успевају да се изборе с подједнаким умором . Стога су, трговци који путују из једне провинције у другу, били приморани да савлађују велике пустиње и пешчане пределе, у којима нема никаквог растиња, и где је, због раздаљине између бунара или других извора воде, неопходно дневно преваљивати огромна пространства, настојали да себи приуште магарце јер се они брже крећу и потребно им је мање хране. Користиле су се и камиле, а оне су на сличан начин носиле велике товаре и старање о њима је мање коштало, али оне нису биле тако брзе као магарци. Трговци из ових крајева одводили су коње у Кис, у Ормуз, и друга места на обали Персијског залива, где су их куповали они који их одводе у Индију. С друге стране, због велике врућине у тој земљи, они не живе дуго, будући да потичу с поднебља с умереном климом.
У неким областима Персије људи си били дивљи и крвожедни и имали су обичај да се међусобно рањавају и убијају. Није им било страно ни да нападају трговце и путнике, само да не зазиру од Абаке, који се старао да насртљивци буду озбиљно кажњени. Усвојено је правило да је, на свим опасним друмовима, становништво обавезно да, на захтев трговаца, обезбеди веште и поуздане водиче који одговарају за безбедан пролаз између једне и друге области; они су коштали два-три гроша по свакој натовареној животињи, у складу са раздаљином. Они су сви муслимани.
У градовима је, међутим, имало трговаца и многобројних занатлија који су производили разноразну робу од свиле и злата . У овој провинцији памук је успевао у изобиљу, исто као и жито, јечам, просо и неколико других врста житарица; такође успева и грожђе и друго воће .

#### Град Језд и пут до Кермана
Језд је био прилично велики град на граници Персије. То је јако прометни град. Свилена тканина и злато су се тамо производили били су познати под именом Језд, и трговци су их одатле одвозили у све крајеве света. Становници су били муслимани.
Путницима из тог града било је потребно осам дана да пређу преко равнице, током којих су наилазила на само три места која су им пружала смештај. Друм који је водио кроз простране шуме урминих палми, у којима је дивљачи имало у изобиљу, као и јаребица и препелица; а путници који уживају у лову овде су могли да се изврсно забаве. Такође је имало лепих дивљих магарца у великом броју . После 260 km путовања овим путем стизало се у Керман  .

#### Област Руд-бар
При крају низбрдице на путу од Кермана, стиже се до равнице која се, у правцу југа, простире до раздаљине од пет дана путовања; на крају ког се наилазило на град Каманду. Околна област се звала Руд-бар. Температура у равници је веома висока. Овде су успевали жито, пиринач и друге житарице.
На делу ближем брдима успевале су урме, нар, дуње и разно друго воће, између осталог и Адамова јабука , тада непозната у Европи. Грлица је имало у знатном броју, привучених изобиљем ситног воћа којим се хране, али муслимани их нису јели, јер су их се гнушали. Исто тако имало је много фазана и шева, а ове друге нису личиле на шеве из других земаља будући да им је боја мешавина црне и беле, а ноге и кљун црвени .
Од стоке је у овој области такође имало извесних необичних врста, нарочито белих волова, кратке, глатке длаке - као последице врелог поднебља - кратких рогова, дебелих и тупих, док су између плећки имали грбу, висине око два педља . Те животиње, будући да су веома снажне, користиле су се за превоз великог терета. Док их товаре, научене су да клекну као камиле, а онда се подигну заједно са теретом. Овце у овој области биле су величине магарца, а имале су дугачак, дебео реп, и тежи од 15 kg на више. Биле су добро ухрањене и укусне за јело.
Градови у овој области били су опасани високим и дебелим зидовима од земље, у сврху одбране становништва од упада Караунаца, који су крстарили земљом и пљачкали све што им дође под руку .
Караунци су у Индији стекли знање из магијских вештина, уз помоћ којих су могли да створе тмину, заклањајући светло дана до те мере да људи нису могли видети једни друге, осим на веома малом растојању. Кад год су одлазили у своје пљачкашке походе, упражњавали су своју вештину, па се, сходно томе, њихово приближавање није примећивало. Ова област била најчешће поприште њихових дејстава; због тога што би трговци, кад би у зимско доба, из разних крајева окупљали у Ормузу, чекајући трговце који долазе из Индије - своје коње и мазге, преморене од дугог путовања слали у равницу Руд-бар, где је пашњака било у изобиљу и где би поново добијали на тежини. Караунци, пошто су знали ово, уграбили би прилику за општу пљачку, а оне који су пратили стоку, ако не би имали за откуп, одводили би у робље .

#### Пут између Кермана и Кабиса
Пошто би се прошао Керман, и путовало још три дана, стизало се до обода пустиње која се простире на седам дана путовања, на крају којег се стиже у Кабис  . Током прва три дана наилазило се на мало воде, а и то мало је било слано, зелено као трава и тако гадно да нико није могао да је користи за пиће . Ако би човек, ипак, узео макар кап, истог часа осетио би потребу за великом нуждом; а дејство је било исто као кад се поједе грумен соли добијен од овакве воде. Као последица овог, они који су се кретали пустињом морали су да понесу залихе воде са собом. Међутим, стока је, кад ожедни, била принуђена да пије оно што нађе, и одмах би добијала ретку столицу. Та област је била ненасељена. Предео је био безводан и пуст. Ту није било стоке, јер није имала од чега да живи.
Четвртог дана стизало се до реке са слатком водом, чији се ток опет налазио већим делом испод земље . Ипак, на неким местима имало је испрекиданих пукотина, насталих услед силне струје, кроз које се струја накратко видела, а вода је могла да се захвати у изобиљу. Овде се уморни путник заустављао да би се освежио после напорног пута, уосталом као и његова стока . Кад се кретало одавде, следећа три дана се путовало пустињом без воде и коначно се стизало у град Кабис.

#### Град Кабис
Кабис је био велики град, а његови становници муслимани  . Гвожђа је било у изобиљу, као и другог метала. Овде су се израђивала огледала од веома угланцаног челика, била су великих размера и била веома лепа. У околини је било много антимона и цинка, и овде се производио непрерађен цинков оксид од којег се правио изврстан мелем за очи .

#### Провинција Дамаган
Кад се прође Кабис, настављало се пустињом од осам дана путовања, и то по великој суши; није имало воћки ни било каквог дрвећа, а оно мало воде на коју се наиђе била је горког укуса. Стога су путници били принуђени да носе онолико воде колико им је неопходно. Њихова стока, кад ожедни, била је принуђена да пије воду коју јој пустиња Дешт-е Лут пружа, а њихови поседници настојали су да је учине питкијом тако што су је мешали са флуором .
После осам дана путовања стизало се до провинције Дамаган, која се налазила према северу, на границама Персије, у којој је било сијасет градова и утврђења  . Овде се налази пространа низија, која је била позната по производњи тзв. сунчевог дрвета, док су га хришћани arbor secco, суво и бесплодно . Његова природа и својства су била следећа: - високо, дебело и велико, а лишће одгоре било зелено, а одоле бело, то јест плавичасто . Давало је махуне, тј. чауре налик онима који опасују кестен, али у овима није било плода. Дрво је било тврдо и јако, и жуте боје те је подсећало на шимшир. Друге врсте дрвета није било на 150 km унаоколо, осим у једном делу, где се дрвеће налази у раздаљини од петнаестак km.
Градови су били добро снабдевени свим намирницама и оним потребним за удобни живот, будући да је клима умерена и да се не јављају било крајња хладноћа, било крајња врућина. Људи су били муслимани .

#### Пут између Дамагана и Нишапура
Кад се крене из Дамагана, пут је води преко простране равнице, а онда кроз предео прошаран брдима и долинама, где је било пуно биља и пашњака, као и воћа у великом изобиљу . Ова земља се простирала на више од шест дана путовања на исток . Обухватала је много градова и утврђења, а становници су били муслимани. Потом је почињала пустиња, пружајући се 60 или 80 km, где није било никакве воде; и неопходно је било да путник при поласку обезбеди довољне залихе ове потрепштине. Будући да стока није налазила никакву воду све док се не пређе пустиња, неопходно је било прелазити брзо, како би се домогла појила .

#### Град Нишапур
Иза ове пустиње наилази се на град Нишапур, важно место на североистоку Персије, на Путу свиле . Град је био изванредно снабдевен свим врстама намирница, а нарочито чувен по узгајању изврсних диња. Оне су се спремале тако што се исеку спирално, а потом на кришке, и кад се осуше на сунцу, у великим количинама слале су се у околне земље, ради продаје; а тамо су биле веома тражене јер се биле врло слатке. Дивљачи је такође било у изобиљу, и животиња и птица .

### Град Балх и источне границе Илканата
Град Балх или Бактра се налази надомак извора реке Окс, у североисточном делу Хорасана (данас: Авганистан) . У њему је било много палата подигнутих од мермера, велелепних тргова, премда претворених у рушевине током Џингис-кановог освајања града 1221. године . Овде такође преовладава ислам.
Абакина територија пружала се до овог места; и до њега су се, у правцу североистока пружале границе Илканата.
На граници није било ни најмањег трага било каквом насељу, будући да су људи побегли у сигурнија места у планинама, како би се спасли пљачкашких похода одметника од закона, којима је граница врвела. Воде је било у изобиљу, као и дивљачи разноразне врсте. Овде је такође било и лавова , веома крупних и у великом броју. Међутим, намирница једва да је било по овим брдовитим стазама, и путник је морао са собом да носи храну и за себе и за стоку .

### Вазали Илканата

#### Мала Јерменија
Антон Фридрих Бишинг, у својој књизи Опис земље, каже да је Мала Јерменија захватала онај део Кападокије и Киликије који се наслањао на западне границе Велике Јерменије и такође на западну страну Еуфрата, а у време јерменског краља Хетума I (владао 1223—1270) проширила се јужно од Табриза . На југу се Мала Јерменија граничила са Сиријом, деловима Киликије и са јужним деловима Јерменије, у тада под окупацијом муслимана ; на северу се граничила са Караманијом, насељеном Туркменима; у правцу североистока лежали су градови Кајсареја, Севаста и многи други, потчињени Абаки; на западу је била омеђена Средоземним морем . Краљ Јерменије столовао је у граду Сису  и Мопсуести  , и својим поседима је владао строго се придржавајући праведности. Било је много градова утврђења и замкова. У изобиљу је било свега неопходног за живот, као и оних ствари које доприносе удобности. Дивљачи - звери и птица - било је у изобиљу. Ваздух у овој земљи није био нарочито здрав. Господски сталеж, који се сматрао вештим и одважним ратницима, сада чине тешке пијанице, зловољан и безвредан слој.
Најпрометнија лука Мале Јерменије била је Лајаса, која је била пуна трговаца из Венеције и Ђенове и из много других градова, који су трговали зачинима и храном различите врсте, тканинама од свиле и вуне, и другом скупоценом робом . Они који су намеравали да путују у унутрашњост Мале Азије обично су прво стизали до луке Лајасе .
Малом Јерменијом је од 1270. године владао Левон II (понекад се наводи као Левон III). Био је познат као побожан краљ, посвећен хришћанској вери. Охрабривао је трговачке везе са Западом, обнављајући трговачке уговоре са италијанским градовима и стварајући нове с Каталонцима. По узору на свог оца Хетума, одржавао је савез с Абаком, будући да се Јерменија 1247. године потчинила татарској власти .

#### Туркменија
Туркменија се пружала од Киликије и Памфилије, на југу до Црног мора и од Писидије и Мисије на западу до граница Мале Јерменије, укључујући и највећи део Фригије и Кападокије, Понт и земљу Рум .
Становништво Туркменије могло је да се подели на три класе. Туркмени, који поштују Мухамеда и придржавају се његовог закона јесу прости људи, слабе разборитости. Они живе на планинама и на тешко приступачним местима, где име је циљ да пронађу добре пашњаке за своју стоку, будући да у потпуности живе од животињске хране. Ту је постојала изванредна раса коња, коју зову туркменском као и добре мазге које се продају по папреној цени.
Друга класа су Грци и Јермени, који насељавају градове и утврђења, а живе од трговине и производње. Израђивали су најлепше и најбоље ћилиме на свету, такође и свилу у црвеној и другим јарким бојама. Градови у овој области су Когни, Кајсареја и Севаста  (данас: Сивас ). Ова област је признавала власт Абаке, који им је постављао владара  и вршио стални притисак на њих . Током Абакине владавине Туркменијом је владао султан Кејхусрев III из династије Селџука.
Марко Поло помиње сараценске трговце између градова Ка-шан-фуа  и Кен-зен-фуа (данас: Чанг-чи) на Жутој реци, могуће је да су то били трговци баш из Туркменије .

##### Западноанадолијски емирати
Средином XIII века монголска најезда је до темеља уздрмала Азију и турска племена су почела да беже, да се померају ка Малој Азији и притискају византијске границе.
Тада у западној Малој Азији егзистира више турских емирата . Једним од тих емирата владао је Ертугрул, који је, водећи турско племе Каји, столовао у Старој Битинији. Године 1281. Ертугрул је умро и на месту вође племена га наслеђује син Осман I  (1258  - 1326), назван Гази (победник) . Племе ће се по његовом имену назвати Османлије . Осман је, ојачан вазалним положајем према селџучком иконијском султану , окупљао најамнике и непрекидно робио и пљачкао по византијским територијама у Малој Азији .

#### Трапезунтско царство
Још један вазал Илканата било је Трапезунтско царство. Налазило се на црноморској обали, било је једно од средишта хеленске цивилизације.
Царство је обухватало Полемонијачки Понт и пружало се на истоку до Фаза. Али, усамљено на крајњој тачки Истока, било забачено између Турака и Монгола. Царство су разривале унутрашње неслоге бунтовног феудалног племства, искоришћавали су га Ђеновљани и узнемиравали византијски цареви, па је имало тежак живот .
Царством су владали Велики Комнини, потомци последњег византијског цара из династије Комнина, Андроника I Комнина, који је 1185. године збачен и убијен .

#### Краљевство Грузија
Грузијом је владао краљ  Давид  VII , чија је династија била грана некадашње царске породице из Константинопоља . Део земље познат као Грузија био је подређен Абаки, а други део, познат као Имеретија, због јаких утврђења је остао под влашћу локалних кнежева . Планинске одлике терена с уским и несавладивим теснацима спречиле су Татаре да је до краја заузму . Грузијско краљевство се налазило између Црног мора на западу и Каспијског језера, највећег језера на свету, на западу . На острвима на Каспијском мору, је било неколико градова и замкова, од којих неке насељавају људи избегли испред Џингис-кановог  похода на Персију 1221. године, када је ова непојмљиво опустошена . Избеглице су потражиле заклон на овим острвима или у планинском беспућу, где су се надали да ће се домоћи безбедности. Нека острва су ненасељена. Каспијско језеро обиловало је рибом, нарочито јесетром и лососом на ушћима река, као и другим крупним врстама. Најраспрострањеније дрво је било шимшир. Становништво је било добро развијено, били су одважни морнари, врсни стрелци добри борци у боју. То су православни хришћани, којима је коса била кратка, као код свештенства на западу.
У Грузији је имало много градова и замкова; свега потребног за живот имало је у изобиљу; земља је давала велик количину свиле, а производи и свиле проткане златом. Марко Поло помиње да је овде имало крупних лешинара, врсте по имену avigi  . Становништво је углавном живело од трговине и простог рада .
Престоница Грузије био је град Тифлис . Марко Поло га описује као предиван град окружен предграђима и многим утврђеним постајама. Град је био насељен јерменским и грузијским хришћанима, као и извесним бројем муслимана и Јевреја; али, ових последњих није било у великом броју. Ту се производила свила и многа друга роба . Становници града били су потчињени Абаки .

#### Покрајина Гилан
Покрајина Гилан или ал-Гил  била је једини део Персије који Монголи нису подвели под своју власт, али је ипак макар формално признавала врховну власт кана. Ова покрајина је остала слободна само због тога што ју је од налета Монгола одбранио високи планински масив Алборз. Гилан је био чувен по трговини свилом , те су трговци из Ђенове 1260-их почели да плове рекама Окс, Кир и Аракс, које се уливају у Каспијско море , и да из Гилана доносе тај производ у Европу  познат као ghellie  или ghilli, чији не назив изведен од назива те области . Из те области позната је црвена свила коју помиње и немачки математичар, картограф и истраживач Карстен Нибур, познат по својим путовањима по Арабији .
Абака је неуспешно покушавао да покори покрајину крајем 1270-их.

#### Краљевство Керман
Керман је било краљевство на источним границама Персије, којим је некад управљао домаћи владар, по наследном реду; али, откад су га Татари потчинили, владари  су постављани по нахођењу кана Илканата . Главни град Кермана био је истоимени град, али познат и под именом Сирган тј. Сир-џан  . У планинама овог краљевства има тиркиза. Такође у великим количинама има жила гвожђа и антимона. Овде су се, веома често, израђивало све неопходно за ратну опрему, као што су седла, узде, мамузе мачеви, лукови, тоболци и све врсте оружја које је користио овај народ. Жене и млађе особе су радиле иглом, и упредајући свилу у злато, у виду различитих боја и шара, приказујући птице и животиње, као и друге украсне шаре. Од тога су се правиле завесе, прекривачи и јастуци за спаваће собе имућних људи; а рад се одвијао са тако много смисла и вештине да је постао предмет дивљења.
У планинским пределима узгајали су се најбољи соколови који су летели на све стране. Били су мањи од сивог сокола; на грудима, стомаку и испод река били су црвенкасти; а летели су тако брзо да ниједна птица није била кадра да им умакне.
Када се крене из Кермана, седам дана се путује равницом, пријатним и прелепим друмом пуним јаребица и друге дивљачи. Такође, често се наилазило на градове и замкове, као и на раштркана насеља; све док се, на крају, не стигне до планине одакле почиње прилична низбрдица од два дана путовања. Воћа је у равници било у великом броју . У овој равници није било становништва, не рачунајући пастире који су овде водили стоку на испашу . Овај друм који је од Кермана водио до Персијског залива вероватно је пролазио кроз град Бам (или Бум), који се налази на самој линији раздвајања хладног од топлог поднебља , па је хладноћа јака .

##### Краљевство Ормуз
На крају Руд-барске равнице, која се простире у правцу југа у дужини од пет дана путовања, налази се низбрдица од око 35 km, преко које је водио друм, изузетно опасан због мноштва разбојника који су непрестано нападали и пљачкали трговце . Овим стрмоглавим путем стизало се до предивне равнице Ормуз , која се простире на око два дана путовања. Овде се прелазило велики број дивних потока, и наилазило се на предео прекривен урминим палмама, у ком је имало јаребица, шева, папагаја и других птица тада непознатих у Европи. На крају се стизало до обале Персијског залива, где је, на острву  које су Грци, у античко време, звали Органа, а у време исламизације добило име Џарун , и које се данас зове Хормоз ; недалеко од обале , налазио се леп и велики  град Ормуз , чија је лука била крцата трговцима из свих крајева Индије, који су доносили зачине и храну, драго камење, бисере, златне листиће, слонове кости и разну другу трговачку робу. Овај град уистину је био прави трговачки град ; имао је градова и замкова који су били његови вазали ; сматрао се најважнијим градом у краљевству Керман , пошто је надмашивао све градове по богатству и броју становника . Марко Поло наводи да се тадашњи владар Ормуза звао Рукмедин Ахомак , који је владао као самостални владар, али је у исто време признавао краља Кермана као свог вазалног господара . Владар Ормуза носио је титулу мелика, што је титула која одговара титули господара . Када би се догодило да неко од страних трговаца умре на његовој територији, он је узапћивао имовину и одређен износ стављао у своју ризницу .

###### Куће становника
Због неподношљиве врућине, свака кућа имала је проветравање, уз помоћ ког се ваздух спроводио на различите спратове и, по вољи, у сваку од одаја. Без те помоћи на овом месту било би немогуће живети .

###### Врућ ветар
Преко лета становници нису остајали у граду, због неподношљиве врућине, због које ваздух постаје нездрав, него су се повлачили у своје вртове на обали мора или на обале реке, где су од неке врсте врбовог дрвета подизали сојенице на води. Потом су их опасавали кољем, с једне стране побијеним у воду, а с друге стране на обалу, добијајући тако заклон од лишћа које их штити од сунца. Овде остају за време док, свакодневно, отприлике између девет и подне, с копна дува тако врућ ветар да омета дисање, и дешава се да онај ко му је изложен, у великом броју случајева, умире услед гушења  . У пешчаним равницама нико не може да се одупре дејству овог ветра . Чим становници примете приближавање овог ветра, одмах до гуше урањају у воду и у том положају остају све док не престане да дува .

###### Поход војске краља Кермана на Ормуз
У прилог доказу о тамошњој несвакидашњој врућини, Марко Поло износи да се у тим крајевима задесио баш кад су се збиле следеће околности. Краљ Кермана, пошто је владар Ормуза пропустио да му исплати данак, одлучио да га узме на силу, и у то време кад се већина становника налазила изван града, на копну, па је у ту сврху своје веома јаке трупе, које су се састојале од 16.000 коњаника и 5.000 пешадинаца, одаслао преко Руд-бара, како би се плена домогао изненадивши противника. Међутим, пошто су их водичи повели у погрешном правцу, нису успели да стигну пре него што падне мрак, па су се зауставили у шуми недалеко од Ормуза; али, кад су ујутру наставили марш, задесио их је овај врућ ветар и сви су се угушили; нико није успео да се спасе и господара обавести о катастрофи. Кад су људи из Ормуза дознали шта се догодило и пошто су прионули на сахрањивање њихових тела како њихов смрад не би загадио ваздух, схватили су да су лешеви тако спржени од несносне врелине да су се ноге, при премештању, одвајали од трупла, па је било неопходно да се гробови копају тик уз места на којима су лежали.

###### Ормуски бродови
Бродови који су се градили у Ормузу били су од најгоре врсте и веома опасни за пловидбу, будући да су су трговце и друге који су их користили излагали великим ризицима. Њихови недостаци потицали су од тога што се за конструкцију нису користили клинови; а разлог томе је био што је дрво веома тврдо, па пуца и разбија се попут грнчарије. При покушају да се забије клин, он одскаче и често пуца . Даске се, што пажљивије могуће, буше гвозденим сврдлом, надомак рубова; а учвршћују се уз помоћ дрвених чивија или клинова од тврдог дрвета . После тога, повезивали су се, то јест боље рећи ушивали неком врстом ужета од огуљене коре са дрвета индијског ораха, који је огромних размера, и прекривали су се влакнастим материјалом као што је коњска длака. Пошто се ово држало у води толико дуго да мекши делови иструле, нити, то јест жиле су се чистиле и од њих се правило јако уже за ушивање дасака, које је дуго успевало под водом. Смола се није користила за заштиту морског дна, него се оно премазивало уљем справљеним од рибље масти, и потом су се пукотине попуњавале кучином. Брод није имао више од једног јарбола, једног кормила, и једне палубе. Кад је био натоварен, брод се прекривао кожом, а преко коже су били смештани коњи које су пребацивали у Индију. Бродови нису имали гвоздена сидра, него су уместо њих користили другачију врсту; због тога се, по лошем времену - а ова мора су веома узбуркана - често догађало да се брод разбије и пропадне .

###### Пољопривреда и пиво од урме
Становници Ормуза су тамнопути  и муслимани . Сејали су жито, пиринач и друге житарице у новембру а жетву су жњели у марту. Воће су такође брали у марту месецу, са изузетком урми које су брали у мају. Од њих, као и од других састојака, правили су одличну врсту вина. Међутим, кад га пију они који нису навикли на ово пиће, оно код њих истог часа изазива ошамућеност; међутим, кад се опораве од првог утиска, испоставља се да им заиста прија, и доприноси да се угоје.

###### Храна тамошњих становника
Храна тамошњих становника разликовала се од хране Европљана; јер, кад би они јели пшенични хлеб и месо, здравље би им било нарушено. Они су живели углавном од урме и морске рибе, као што су биле туна, црвена риба и друге за које су из искуства знали да су здраве. Осим у мочварним пределима, земљиште није прекривено травом због несношљиве врелине која пржи све пред собом .

###### Посмртни обичаји
Кад би у Ормузу умро неко од угледних људи, њихове жене оплакивале су их на сав глас, једном дневно, током четири недеље; а такође овде је било могуће пронаћи људе који су од таквог нарицања направили занат,  и били плаћени да плачу над телима умрлих са којима нису били у сродству.

###### Пут између Ормуза и Кермана
Кад се из Ормуза кретало другим путем према Керману, који је више према северу, стизало се у предивну равницу, у којој је успевало обиље производа за јело; птица је било безброј, посебно јаребица. Међутим, хлеб који се прави од жита који је овде успевао нису могли да једу они који нису прилагодили своје непце, будући да је имао горак укус који је потицао од особина воде, која је била сва горка и слана. На све стране били су топли, лековити извори, погодни за лечење кожних и многих других телесних болести. Урми и других воћа било је у изобиљу .

###### Град Калхат
Калхат (Qalhat или Galhat) је био велики град надомак Оманског залива . Становништво је било муслиманско и били су поданици мелика из Ормуза , који се налази на раздаљини од 300.000 mi (480.000 km) североисточно . Мелик је, када га нападне или опседа нека страна сила, спас тражио у овом граду, који је тако јак и на тако повољном месту да га ниједан непријатељ тада још није освојио . Град је био други по важности у краљевству Ормуз .
Околна земља није рађала никакву врсту жита, него се оно увозило из других области. Лука је била добра и у њу је долазило много трговачких бродова из Индије ради продаје тканине на комад и зачина по повољним ценама, будући да је постојала велика потреба за снабдевањем градова и замкова који су се налазили даље од обале. Ови су бродови, такође, утоварали коње, које су потом за скупе паре продавали у Индији.
Утврђење се налазило на улазу у Омански залив, тако да ниједан брод није могао да уплови без одобрења . Повремено се догађало да мелик из Ормуза - који је имао извесне везе с краљем Кермана и био његов вазал - погази своју верност као последицу наметања неког несвакидашњег данка од страна овог другог . Кад одбије да плати оно што се захтева, и кад војска дође да га присили, он је одлазио из Ормуза и настањује се у Калхату, где је имао моћ да сваки брод спречи било да уплови, било да исплови.
Добро утврђен замак на овом месту представљао је, такорећи, кључ не само залива него и самог Арабијског мора, будући да су се, с тог места, бродови који пролазе уочавали у свако доба. Становници ове земље углавном с живели од урми и рибе, било свеже било усољене, будући да су стално имали залихе и једног и другог; међутим, особе од угледа, и они који су то себи могли да приуште, из других крајева могли да приуште, из других крајева су набављали жито за сопствену употребу .

#### Краљевство Кезаморкан
Кезаморкан је било пространо краљевство, у коме је владао домаћи краљ и говорило се особеним језиком. Неки од становника су били будисти, али већина су били муслимани.
Људи су живели од трговине и производње. Хранили су се пиринчем и житом, као и месом и млеком, којих су имали у изобиљу. Овде су долазили многи трговци, и морем и копном.
Краљевство се лежало на обали мора , и највероватније је обухватало данашњу област Мекран , област која се од Индије простирала према Персијском заливу.
Становници Кезаморкана највероватније је био народ Караунци . Кезаморканом је владао краљ Коробар .

## Трговина Илканата

### Трговина са осталим деловима Монголског царства
Абакин стриц и велики кан Кублај-кан имао је имања у Илканату, крда камила, коња, оваца и коза. Абака је своје рођаке у Кини снабдевао зачинима, челиком, драгим камењем, бисерима и тканинама, док је монголски двор у Кини слао порцелан и лекове у Илканат. Као надокнаду за сакупљање и превоз робе, Монголи у Кини задржавали су три четвртине за себе; ипак, још доста је остајало за извоз својим рођацима у другим деловима света. Кублај-кан довео је преводиоце са персијског.
Упркос политичким несугласицама између сукобљених породичних грана, око наслеђа титуле великог кана, економски и трговински систем земље био је недирнут, сем у кратким станкама и политичким чаркама. Понекад су, усред рата, супротстављене стране трговале. Административна подела Монголског царства није ни у чему умањила потребу за робом из других делова царства . Политичке поделе су, чак, нагласиле потребу да се очува древни начин расподеле . Ако би један кан одбио да другим члановима породице уступи њихов део, они би му ускратили његов. Заједнички политички интереси угушили су политичке размирице.
Стално кретање робе постепено је претворило монголске ратне стазе у трговачке жиле куцавице. Поруке људи и роба стално су се кретали из Монголије у Вијетнам или из Кореје у Илканат, коњским или камиљим караванима .

### Поморска трговина
Главна поморска веза Илканата са Кином био је Ормуз у Персијском залива. Из Ормуза су бродови испловљавали за луку Зајтун у јужној Кини. Пут од Ормуза до Зајтуна постао је главна поморска веза између далеког и средњег истока.
На том путу бродови су пристајали и у луке у Вијетнаму, Јави, Цејлону и Индији, и у свакој од њих монголски путници наилазили су на нове врсте робе: шећер, слоновачу, цимет и памук - све оно до чега се тешко могло доћи у њиховој земљи. Из Персијског залива бродови су излазили изван зоне монголског утицаја и ширили трговину новим врстама робе из Арабије, Египта и Сомалије . Владари и трговци, из земаља изван монголске сфере утицаја, нису трговали у складу са монголским системом расподеле; са њим су Монголи склапали дугорочне трговинске споразуме . Вазали под монголским протекторатом показали су се као вешти трговци, у истој мери у којој су Монголи били моћни освајачи, па су преузимали примат у трговини на Индијском океану .

### Трговина са Европом
Монголско подстицање трговине донело је свету нових тканина тако што је за локалне производе проналазило нова тржишта. Тако не нпр. једна врста раскошне, богато украшене тканине названа дамаска свила на западу постала позната као дамаст, по Дамаску, граду кроз који је потицао највећи део трговине Илканата на свом путу за Европу. Марко Поло помиње још једну врсту фине, деликатне тканине из Мосула, која је у старофранцуском, а затим и у енглеском језику добила име муслин .
Главни посредници у трговини Истока и Запада били су у то време Млечани , Ђеновљани и Пизани , који су свакодневно походили Левант . Млеци су у позном средњем веку били велики производни центар, из кога су израђевина разног порекла и карактеристика извожене између осталог и на Исток . Млечани су имали мноштво поседа на Леванту  и велику привредну моћ у трговини с Истоком  где су извозили бакар , а куповали тканине . У Лајаси су имали регента, пошто је град постао важна спона у превозу робе са истока . Са Истока су преузели вештину ткања памучног текстила, тзв. фустана . Значај Млетака се огледао у томе што је њихов сребрни новац, посебно цењен у међународној размени, осим на Медитерану и у западној Европи, имитиран и у Илканату .
Вероватно је источна техника извршила приличан утицај на текстилну производњу и на обраду метала у Европи. Низ тканина које су се почеле израђивати на Западу носиле су источне називе (дамаст, муслин итд.). Текстилна производња на Западу у много чему је зависила од робе увожене са Истока. Отуда је долазила свила, памук, низ материја које су служиле за бојење, стипса која се употребљавала за фиксирање боја 

### Покушај увођења папирног новца
Угледајући се на Кублај-кана, Абака је покушао да у Илканату успостави систем промета папирног новца. Концепт папирног новца био је туђ тамошњим трговцима, а незадовољство се граничило са побуном, у време кад Монголи нису могли бити сигурни да ће је успети угушити. Уместо да рескира понижавајући губитак, Абака је из употребе повукао папирни новац .

## Путовања породице Поло кроз Илканат

### Путовање браће Поло натраг у Европу
Браћу Поло, Никола и Матеа, Велики кан је послао 1267. године на пут с писмом за папу Климента IV, састављеним на туркијском , у којем је монголски владар молио папу да му пошаље сто најученијих људи да његове људе упознају с хришћанством и хришћанским учењима са запада. У истом писму, он је такође молио папу да му пошаље уље из светиљке са Светог гроба у Јерусалиму.
Како би браћа на свом путу имала сваку могућу испомоћ, Кублај-кан их је опремио златном плочицом  , на којој је писало:
Силом вечног Неба, нека се свети име Великог кана. Нека онај ко га не поштује буде погубљен.
Златна плочица представљала је пропусницу изузетне вредности и путницима је омогућавала да унутар поседа Великог кана добију коње, преноћиште, храну и водиче, у складу с њиховим потребама .
Пошто су се тако честито опремили, пошли су од Великог кана, и кренули на пут, али нису одмакли више од двадесет дана кад је њихов сапутник, посланик по имену Когатал, пао у постељу страховито се разболевши, и неспособан да крене даље остао је у граду Алау . У недоумици која је настала, одлучено је, после саветовања свих присутних, и уз одобрење самог посланика, да крену и оставе га иза себе. Како је путовање одмицало, показало се колико им је од користи доносило то што су уз себе имали царску плочицу, јер им је она обезбеђивала усрдност у сваком месту кроз које су пролазили. То им је покривало трошкове и обезбеђивало пратњу. Међутим, поред свих пустоловина, требало је савладати веома велике природне препреке - страховите хладноће, снег, лед и плављења река - тако се њихово путовање неминовно претворило у муку , и прошле су три године  пре него што су се домогли лучког града Лајасе у Малој Јерменији , на ушћу реке Пирам (или Леукосир, како Стефан Византинац наводи да се некад звала), у Анадолији, на југу Мале Азије .

### Између два путовања
Отиснувши се одатле морем, у Акру су стигли  априла 1269. године . Папа Климент је умро, па су се Николо и Матео Поло вратили су у Венецију, да сачекају избор новог папе .
Избор новог папе се отегао, па су браћа Поло, пошто су се забринули да би Велики кан могао да буде незадовољан њиховим отезањем, проценили су да би било целисходно да се врате у Акру ; и том приликом са собом повели младог Марка Пола , Николовог сина , који је у том тренутку имао свега 15 година . По одобрењу папског  легата  Теобалда  из Пјаћенце , који је столовао у Акри , отишли су у посету Јерусалиму, и тамо се снабдели с нешто уља с Благодатног огња са Светог гроба, сходно упутствима Великог Кана. Снабдевши се кренули су према Лајаси.
Једва су се отиснули, кад је легат примио поруку из Италије, отпослату преко колегијума кардинала, којом се објављује да је управо он изабран за поглавара Свете столице; и том поводом , узео је име Гргур X . Будући да је тог часа био у положају који му омогућује да у потпуности услиши жеље татарског владара, пожурио је да пошаље писмо краљу Јерменије, предочавајући му о свом избору, и захтевајући од њега да двојици амбасадора, која су кренула пут Великог кана, у случају да још нису напустила његове поседе, одмах изда наређење да се без одлагања врате. Та писма затекла су их док су се још налазили у Јерменији, па су се, веома ревносно, повиновали позиву да се још једном врате у Акру; због чега им је краљ обезбедио наоружану галију, истовремено шаљући и свог амбасадора, како би пренео своје честитке папи.
По доласку, папа их је примио на изванредан начин, и одмах их одаслао папским писмима, а као пратњу им одредио два фратра из доминиканског реда, која су се затекла на том месту; писмених и учених људи, али и врсних теолога. Први се звао фратар Николо из Вићенце, а други фратар Гуљелмо из Триполија . Њима је нови папа издао дозволу и овлашћење да постављају свештенике, да освећују бискупе, и да удељују опрост као да га он лично удељује . Такође их је снабдео вредним поклонима између осталог, неколиком предивним кристалним вазама, као лични поклон Великом кану, као и његов благослов. Пошто су се отиснули на море, пловили су поново пут Лајасе, где су се искрцали .

### Путовање породице Поло на Исток
Пред крај 1271. године, опремљени писмима и вредним поклонима за Великог кана од новог папе Гргура X, браћа Поло, Николо и Матео, крећу на још један пут на Исток . С њима су били 17-огодишњи Марко Поло и два фратра . Крајем 1271. или почетком 1272. године  они су из Лајасе наставили пут Јерменије.
Примивши вест о рату у Леванту  између египатског султана и Јерменије, преплашени вестима о египатским победама и страхујући за сопствене животе , два фратра одлучили су да не иду даље , и пошто су двојици Млетака предали писма и поклоне које им је поверио папа , ставили су се под заштиту  великог мајстора Темплара  и заједно с њим  вратили су се  натраг  на обалу.
После одласка фратара, Николо и Матео настављају путем Јерменије . Будући да нису поклекли пред опасношћу, тј. тешкоћама - на које су одавно свикли - прешли су границе Јерменије и наставили свој пут . Клонећи се, ипак, пута којим су ишли десет година пре тога, направили су широк заокрет на север, најпре стижући до јужних обронака Кавказа и Грузијског краљевства. Потом, ушавши у Персију, ишли су пределима надомак западних обала Каспијског мора, стигли у Трапезунт и кренули даље према Ормузу, у Персијском заливу .
У области Руд-бар Марко се нашао у животној опасности, када су покушали да га заробе Караунци, али им је избегао у замак Конзалми. Међутим, многи од његових пратилаца заробљени су и продати, а остали побијени .
Покушали су одатле да се одатле морем превезу до луке у Кини. Пошто су у Ормузу схватили да су бродови који се граде у Ормузу од најгоре врсте и веома опасне за пловидбу јер се ушивају неком врстом ужета од огуљене коре с дрвета индијског ораха, одлучили су да се до Кине пребаце копном и наставили су пут истока. Из Ормуза су кренули ка Керману, прошли кроз градове Херат, Бактру, и стигли у Бадакшан, где су се задржали годину дана, пошто се Марко опорављао од болести .
Пошто су превалили пустиње од неколико дана хода, и пошто су савладали много опасне кланце, толико су одмакли правцем север-североисток да је до њих најзад дошла вест о Великом кану, који је у тај час боравио у великом и величанственом  граду Шангту . Њихово путовање до овог места трајало је не мање од три и по године; али, за зимских месеци напредовали су тек незнатно. Пошто је издалека добио глас о њиховом доласку, и будући да је био свестан колико мора да су пропатили од умора, Велики кан им се упутио у сусрет са раздаљине од 40 дана путовања, издавши наређења да се у сваком месту кроз које три путника треба да прође припреми све што би могло да буде неопходно за удобан смештај. Тако су путници стигли до палате Великог кана .

## Сукоби са Египатским султаном
Пошто је покорио Сирију, египатски султан Бајбарс је око 1266. године , са силном војском , провалио у Јерменију, опљачкао градове Сис и Ајасу  и страховито опустошио земљу , па се четири године касније, 1270. прогласио господарем Антиохије, побио или заточио све хришћанске становнике, порушио цркве, најлепше и најславније од свих на Истоку .
На крају је Мансур, Бајбарсов наследник, опсео замак Маркиб. У логору се тада појавио велики мајстор Темплара Тома Берард (на положају 1256—1273) да преговара у име јерменског краља Левона II, а био је присутан и Берардов наследник на месту старешине храма Гијом де Божоа. Може бити да су снаге витезова из реда налазиле у Малој Јерменији ради њене одбране .
1277. Абака је послао емисаре у Енглеску настојећи да придобије савезника у походу египатског султана. То је било први пут да је неки кан Персије послао емисара у неку земљу на западу .
Године 1280. Абака је повео другу монголску инвазију на мамелучки Египат. Нови египатски султан, бивши мамелучки роб, Калаван, савладао је бројчано надмоћног непријатеља, чија се војска састојала од Јермена, Грузина и Персијанаца, у бици код Хомса .
Мамелуци су тако овим победама опет успели да зауставе покушај ширења Монголског царства .

## Абака и крсташи
Први додир са крсташима Абака је имао приликом опсаде Дамаска, када су папа и француски краљ Луј IX помислили на склапање савеза са Монголима у борби против муслимана , француски краљ налазио се до 1258. године налазио у Палестини, где је изградио неколико тврђава .
Папа и Луј IX послали су по једног фрањевца у Каракорум. Кан, који је био паганин без предрасуда, добро их је примио  и пошто је био склонији хришћанима него муслиманима  био је вољан да преговара с латинским државама. Међутим, с изузетком антиохијског кнеза, Латини су сматрали цивилизованије Египћане мање опаснима . Хулагу и Абака су неколико година задржавали Египћане, али када су поражени 1260.  Египатски султан био је спреман да се окрене против латинских држава, чија је главна држава, Јерусалимско краљевство, било сведено на неколико градова на обали. Крсташке тврђаве падале су једна за другом . Планови о савезу на крају нису остварени, али фратри су створили чврсту основу за даљи рад у монголском царству .
У другој половини 1260-их, краљ Сицилије, Карло Анжујски, је Абаки послао изасланство настојећи да га придобије у свом рату против Византије. Изасланство је било послато и селџучком султану, као и краљу Јерменије , и није постигло готово никаквог успеха.
У међувремену је египатски султан Бајбарс, користећи смрт Хулагу-кана, покушао је да уништи преостале крсташке земље  у Сирији, које се, не добијајући помоћ са Запада, нису могле одржати својим снагама , и успео је да освоји низ крсташких утврђења и градова . 1265. године пала су три града Хаифа, Арсуф и Цезареја, 1268. Антиохија и уништена је истоимена крсташка државна творевина , а 1271. тврђава Крак де Шевалије.
Године 1271.  Триполи је од сигурног пада спасило само искрцавање крсташа  Деветог крсташког похода  у Палестини , под вођством енглеског принца Едварда  (будућег краља Енглеске Едварда I). Едварда је у походу пратио Теобалд Висконти, архиђакон Лијежа, који је 1. септембра исте године био изабран за новог папу, који је, вративши се у Италију, узео име Гргур X . Крсташи су освојили Назарет и предузели страховите пљачкашке походе по целој Палестини, у којим им се придружио и Абакин генерал Самагар са неких 10.000 Монгола. Једини успех овог крсташког рата огледа се у томе што је успео да одложи коначан крах крсташких земаља који ће се десити 1291. године падом Акре, последњег упоришта и престонице Јерусалимског краљевства. Године 1272.  Едвард је, због проблема код куће у Енглеској, напустио Свету земљу и Девети крсташки рат се завршио .
Нови папа Гргур X је убрзо почео припремање новог крсташког рата. Да би папу још више привукао на своју страну у борби са Карлом Анжујским, византијски цар Михаило му је понудио да крсташи у Свету земљу не стигну морем већ копном, као и Првом крсташком рату, преко Балкана, Босфора, кроз Малу Азију у Сирију и Палестину - да се истовремено преотме Анадолија од Турака и Монгола и заувек очисти од неверника. На то је папа одмах пристао. Тим поводом је и предложио василевсу да се сретну после Ускрса 1276. године у Бриндизију . Међутим, на Абакину срећу, папа Гргур је умро 10. јануара   у Арецу  и сви ти планови су пали у воду.
За то време крсташке државе живеле су у миру. Тек Када је Бајбарс умро 1277. године и када је после смрти његових синова 1279. године, на власт дошао Калаван, бивши мамалучки роб, настављено је уништавање крсташких земаља .

## Инвазија на Јапанска острва

### Почетак инвазије и почетни успеси
Заједно са кинеским официром  Ванг-сан-чином  је, по наређењу великог кана Кублај-кана  извршио инвазију Јапанских острва . Монголска армада бројала је око 900 бродова, који су могли да превезу војску 23 000 корејских и кинеских пешадинаца и непознат број монголских коњаника . Експедиција је, са великим бројем јединица , у новембру 1274. године , испловила из луке Цај-тун (данас: Сјамен) и Кин-сај (данас: Хангџоу) у подмукле воде, које раздвајају Кореју и Јапан, широке око 200 km . Пошто је експедиција прешла море које их раздваја, безбедно је стигла до острва  Цушима, које је смештено на око пола пута, у теснацу. Острво је освојено, а затим и острво Ика, близу Кјушу. Армада је упловила у залив Хаката и искрцала своје трупе и животиње .

### Завист између вођа и освајање утврђења
Међутим, између Абаке и Ванг-сан-чина родила се завист, од којих је један презриво гледао на планове оног другог и опирао се извршавању његових наређења. Због тога нису успели да освоје ни један град, то јест утврђење, уз изузетак једног јединог, што је изведено на јуриш, будући да је гарнизон одбио да се преда. Издата су наређења да се сви побију, после чега су им свима одрубљене главе, не рачунајући осморо људи којима - услед дејства ђаволске амајлије у виду драгуља, то јест амајлије, прикачене за десну мишицу, између коже и меса - мач није могао ништа, ни да их повреди ни да их усмрти. Пошто је то откривено, умлаћени су дрвеним батинама, после чега су одмах издахнули .
Убрзо су дојахали самурајски ратници да се сретну с Монголима прса у прса, али Монголи су држали редове. Као и обично, борили су се као јединствена сила, не као појединци. Уместо да се упусте у двобоје, Монголи су самураје бомбардовали експлозивним пројектилима и засули их стрелама. Монголи су поклали прослављене јапанске ратнике, а преостали Јапанци су се са обале повукли дубље у копно, у тврђаву. Монголске снаге нису кренуле ка Јапанцима, који су бежали према непознатој земљи. Уместо тога, бојно поље су напустили као победници, али уз тешке губитке, и попунили су људство, коње и залихе хране на бродовима. Даљи планови Монгола остали су тајна. Да ли су намеравали да сутра крену за Јапанцима ? Пошто су добили прву битку, да ли да крену даље уз обалу и нападну на неком другом месту ? Да ли су ове снаге биле само проба која је требало да испита одговор и тактику Јапанаца? Да ли су претрпели много озбиљније губитке, него што се видело, и одлучили да се повуку?

### Крај инвазије
Те ноћи, док је монголска војска била на бродовима, страшна олуја сручила с океана . Северни ветар , Камиказе или Божански ветар како су га Јапанци касније називали , почео је да дува великом силином , узвитлао је море па су се монголски, на брзу руку саграђени бродови , који су љескали надомак обале острва, запетљали један за други  и у већини били смрскани о стене . После већања официра на бродовима, одлучено је да се треба одаљити од копна; и сходно томе, чим су се јединице укрцале, бродови су испловили на море. Међутим, олуја је достигла такву жестину да је много бродова потонуло . Неких 30 000 Монгола погинуло је док је покушавало да се спасе. Већина их се подавила у том смртоносном теснацу који их је делио од сигурне корејске луке . Људи с бродова, плутајући на преосталим олупинама, спасли су се докопавши се острва које се налази на око четири миље од обала Јапанских острва . Највећа армада у историји била је уништена у највећем покољу на мору, додуше без крви .
Други бродови, који, будући да нису били тако близу копна, нису страдали од олује, и будући да су се на њима налазила два заповедника, заједно са главним официрима, то јест онима који су по чину могли да заповедају јединицом од 100 или 10 000 људи, упутили су се натраг и вратили Великом кану .

## Сукоб са Каидуом
Абака је владао многим провинцијама и многим земљама које су се граничиле са територијом кана Каидуа. Због штете које је његовим земљама нанео кан Каиду, Абака је послао свог сина Аргуна са великим бројем коњаника управо у земљу Arbor Secco , све до реке Јон, где су се зауставили како би земљу заштитили од људи кана Каидуа.
На тај начин Аргун и његови људи остали су у равници Arbor Secco, и многе градове и замкове у околини претворили у гарнизоне. Потом је кан Каиду окупио велики број коњаника и на њихово чело поставио свог брата Барака, образованог и храброг човека, с наређењем да уништи Аргуна. Барак се заветовао да ће извршити заповест свог брата и да ће дати све од себе против Аргуна и његове војске .
Кренуо је са својом војском и данима напредовао, све док није стигао до реке Јон, на само петнаестак километара од Аргунове војске. Обе стране су одмах почеле припреме за битку и после заиста жестоке борбе, која се одиграла три дана касније, Баракова војска била је потучена и уз страховит покољ потиснута преко реке .

## Смрт и наследство
Одмах после ове победе , која се одиграла 1281. , 1282.  или 1284.  Абака је умро , и то му је брат Ахмед  одрубио главу , тако што му је са својом огромном војском упао на двор  по наређењу Кублај-кана, јер је овај дознао да несрећни исход рата треба приписати размирицама између Абаке и Ванг-сан-чина .
Кад је сазнао за очеву смрт Аргун, који се налазио у области Arbor Secco, је кренуо назад на очев двор, који се налазио на удаљености од 40 дана путовања . За то време Ахмед је разделио Абакино небројено благо његовој властели и витезовима и купио њихову наклоност, док су они с своје стране, објавили да неће имати другог господара осим њега . Ахмед је тако, после овог крвавог чина, приграбио титулу илкана .
Током своје седамнаестогодишње владавине стекао велико име у Персији, због разборитости којом је одржао благостање у земљи.

## Породица
Абака је имао много шест жена:
- Болган-катун,
- Деспину-катун,
- Дурџи-катун,
- Нукдан-катун,
- Илтузмиш-катун,
- Кајмиш-катун.

Болган-катун, кћерка кана Чагатаја, сина Џингис-кана и стрица Хулагу-кана , му је, иако неплодна, била главна супруга. Поред ње, Деспина је имала велики утицај.
Абака је имао два сина:
- Аргун-кана, сина Кајмиш-катун и будућег илкана, који ће владати у периоду од 1284. до 1291. године [2];
- Кијакатоа, сина Нукдан-катун и такође будућег илкана, који ће владати од 1291. до 1295. године [9].

И једну кћерку по имену Ољатх (или Ољатаи), која је била кћерка Деспине или неке Абакине конкубине. Ољатх је 1289. године дата за жену грузијском краљу Вахтангу II, а после његове смрти 1292. године постала је жена новог грузијског краља Давида VIII.
Абака је сигурно имао и друге деце, али она нису важна за историју.